# 里峇峇利
里峇峇利（英語：River Valley）是新加坡中部的一個高尚住宅區，位於烏節林蔭道以南，新加坡河以北，自1830年代起已經是不少歐洲及中國商人所喜愛的區域，當中較為知名的居民包括富商陳金聲的孫兒陳若錦。其大宅Panglima Prang於1982年拆卸之前，曾是新加坡留存最久的住屋，現址為永安苑（Yong An Park）。區內知名的餐廳文東記，以海南雞飯聞名。水廊头凤山寺、新加坡佛教居士林、南洋聖教总會、新加坡南安會館、新加坡潮州西河公會與潮陽會館都坐落在里峇峇利區域。

## 主要街道
- Grange Road（格兰芝路）
- Hoot Kiam Road（佛谦路）
- Jiak Kim Road（若锦路）
- Kim Seng Road（金声路）
- Kim Yam Road（金炎路）
- River Valley Road（里峇峇利路）
- Tong Watt Road（东发路）

## 相關書籍
- Victor R Savage, Brenda S A Yeoh (2003), Toponymics - A Study of Singapore Street Names, Eastern Universities Press, ISBN 981-210-205-1
- Lee Geok Boi (2002), The Religious Monuments of Singapore, Landmark Books, ISBN 981-3065-62-1